# Летавська сільська рада
Лета́вська сільська́ ра́да — адміністративно-територіальна одиниця та орган місцевого самоврядування в Чемеровецькому районі Хмельницької області. Адміністративний центр — село Летава.

## Загальні відомості
- Територія ради: 6,383 км²
- Населення ради: 2 279 осіб (станом на 2001 рік)
- Територією ради протікає річка Летавка

## Населені пункти
Сільській раді підпорядковані населені пункти:
- с. Летава
- с. Вигода
- с. Михайлівка
- с. Нове Життя
- с. Чагарівка

## Склад ради
Рада складалася з 16 депутатів та голови.
- Голова ради: Руденький Олександр Миколайович
- Секретар ради: Різник Лілія Арсенівна

### Керівний склад попередніх скликань
| Прізвище, ім'я, по батькові     | Основні відомості                                                 | Дата обрання | Дата звільнення |
| ------------------------------- | ----------------------------------------------------------------- | ------------ | --------------- |
| Руденький Олександр Миколайович | Сільський голова, 1963 року народження, освіта вища, безпартійний | 26.03.2006   | 31.10.2010      |
| Руденький Олександр Миколайович | Сільський голова, 1963 року народження, освіта вища, безпартійний | 31.10.2010   |                 |

Примітка: таблиця складена за даними сайту Верховної Ради України

### Депутати
За результатами місцевих виборів 2010 року депутатами ради стали:

#### За суб'єктами висування
| Суб'єкт висування | Кількість обраних депутатів | %  |
| ----------------- | --------------------------- | -- |
| Народна партія    | 8                           | 50 |
| Самовисування     | 8                           | 50 |